# ريسي بيوس العاشر
ريسي بيوس العاشر (اختصارًا Riese بانتظام) هي مدينة تقع في شمال شرق إيطاليا ، تقع في مقاطعة تريفيزو في منطقة فينيتو يشبه لقب المجتمع هناك إلى حد كبير اسم تحت جبل جون الثالث والعشرون ، يخلد ذكرى ابنه الأكثر شهرة ، جوزيبي ميلكيوري سارتو ، الذي أصبح فيما بعد البابا بيوس العاشر ( (بالإيطالية: Pio X)‏ . ).